# Kōhei Usui
Kōhei Usui (jap. 臼井 幸平, Usui Kōhei; * 16. Juli 1979 in der Präfektur Kanagawa) ist ein ehemaliger japanischer Fußballspieler.

## Karriere
Usui erlernte das Fußballspielen in der Jugendmannschaft von Bellmare Hiratsuka. Seinen ersten Vertrag unterschrieb er 1998 bei Bellmare Hiratsuka (heute: Shonan Bellmare). Der Verein spielte in der höchsten Liga des Landes, der J1 League. Am Ende der Saison 1999 stieg der Verein in die J2 League ab. Für den Verein absolvierte er 25 Spiele. 2002 wechselte er zum Ligakonkurrenten Yokohama FC. Für den Verein absolvierte er 112 Spiele. 2005 wechselte er zum Ligakonkurrenten Montedio Yamagata. Für den Verein absolvierte er 111 Spiele. 2008 wechselte er zum Ligakonkurrenten Shonan Bellmare. Am Ende der Saison 2009 stieg der Verein in die J1 League auf. Am Ende der Saison 2010 stieg der Verein wieder in die J2 League ab. Für den Verein absolvierte er 139 Spiele. 2012 wechselte er zum Ligakonkurrenten Tochigi SC. Ende 2012 beendete er seine Karriere als Fußballspieler.